# Sandżar Asfiendiarow
Sandżar Dżafarowicz Asfiendiarow (ros. Санджар Джафарович Асфендиаров, kaz. Санжар Жапарұлы Аспандияров, ur. w październiku 1889 w Taszkencie, zm. 25 lutego 1938 w Ałma-Acie) – radziecki działacz państwowy.

## Życiorys
Był synem generała majora rosyjskiej armii. Skończył szkołę realną w Taszkencie, 1912 ukończył Akademię Wojskowo-Morską, służył w rosyjskiej armii jako lekarz wojskowy w Termezie, uczestniczył w I wojnie światowej, 1915 dostał się do niewoli w walkach pod Łodzią. W 1917 wrócił do Rosji w ramach wymiany jeńców, ponownie pracował jako lekarz wojskowy w Termezie, wkrótce został członkiem Rady Bucharskiej, Taszkenckiej Rady Obwodowej i Taszkenckiej Rady Krajowej, 1918-1919 służył w Armii Czerwonej, w maju 1919 został członkiem RKP(b). W latach 1919–1920 był ludowym komisarzem ochrony zdrowia Turkiestańskiej ASRR, a 1920 ludowym komisarzem gospodarki rolno-wodnej Turkiestańskiej ASRR, 19 lipca 1920 został członkiem Tymczasowego KC Komunistycznej Partii (bolszewików) Turkiestanu, potem członkiem Biura Wykonawczego KC KP(b)T, od sierpnia 1921 do 1924 był członkiem KC KP(b)T, a w 1921 członkiem Turkiestańskiego Biura KC RKP(b). W grudniu 1921 został członkiem Kirgiskiego (Kazachskiego) Wydziału przy Centralnym Komitecie Wykonawczym (CIK) Turkiestańskiej ASRR, 1921-1922 był stałym przedstawicielem Turkiestańskiej ASRR przy Radzie Komisarzy Ludowych RFSRR i członkiem Kolegium Ludowego Komisariatu ds. Narodowości RFSRR. W 1922 kierował Wydziałem Gospodarki Wodnej Ludowego Komisariatu Rolnictwa Turkiestańskiej ASRR, 1923-1924 był członkiem Środkowoazjatyckiego Biura KC RKP(b), 1925-1928 członkiem Prezydium CIK ZSRR, jednocześnie od 21 maja 1925 do 27 kwietnia 1927 sekretarzem Rady Narodowości CIK ZSRR, a 1927-1928 rektorem Moskiewskiego Instytutu Orientalistyki oraz zastępcą dyrektora i dyrektorem Naukowo-Badawczego Instytutu Kultur Etnicznych i Narodowościowych Wschodu ZSRR przy CIK ZSRR. Wchodził w skład Wszechzwiązkowego Centralnego Komitetu Nowego Alfabetu, 1928-1931 był rektorem Kazachskiego Uniwersytetu Państwowego, 19 czerwca 1929 został członkiem Kolegium Ludowego Komisariatu Oświaty Kazachskiej ASRR, 22 września 1929 członkiem Kolegium Wydziału Agitacji, Propagandy i Prasy Kazachskiego Komitetu Krajowego WKP(b), a 1930 przewodniczącym Centralnego Biura Krajoznawstwa Kazachskiej ASRR. Od lutego 1931 do 1933 był dyrektorem Kazachskiego Instytutu Medycznego i jednocześnie ludowym komisarzem ochrony zdrowia Kazachskiej ASRR, od kwietnia 1933 do 1937 zastępcą przewodniczącego Kazachskiego Oddziału/Kazachskiej Filii Akademii Nauk ZSRR i jednocześnie dyrektorem Kazachskiego Instytutu Pedagogicznego im. Abaja, kierownikiem sektora historii Kazachskiego Naukowo-Badawczego Instytutu Kultury Narodowej i od listopada 1933 do 25 czerwca 1934 zastępcą ludowego komisarza oświaty Kazachskiej ASRR.
W 1937 został aresztowany, 25 lutego 1938 na sesji wyjazdowej Wojskowego Kolegium Sądu Najwyższego ZSRR został skazany na śmierć i rozstrzelany. 27 maja 1958 pośmiertnie zrehabilitowany.